# Solenostoma sphaerocarpum
Solenostoma sphaerocarpum är en bladmossart som först beskrevs av William Jackson Hooker, och fick sitt nu gällande namn av Franz Stephani. Solenostoma sphaerocarpum ingår i släktet Solenostoma och familjen Solenostomataceae. Inga underarter finns listade i Catalogue of Life.